# Attijariwafa Bank
Attijariwafa bank (AWB) est un groupe bancaire marocain, filiale du holding Al Mada, qui opère dans les domaines de la banque de détail, de la banque d’investissement, de la gestion d’actifs, de l’assurance et d’autres services financiers. Le groupe dispose d’une présence régionale étendue, avec des filiales dans plusieurs pays d’Afrique, ainsi qu’en Europe et au Moyen-Orient.
Première banque du Maroc, d'Afrique du nord et 4e banque d'Afrique,, elle compte près de 10,6 millions de clients particuliers, professionnels, entreprises et institutionnels ainsi que 20 583 employés dans 26 pays. La banque qui dispose d'un réseau de 957 agences en ferme vingt-deux en 2022.
Attijariwafa bank est née en 2003. Elle est le fruit de la fusion de deux banques marocaines, la Wafabank de la famille Kettani et la Banque Commerciale du Maroc (BCM).
Son principal actionnaire est le groupe Al Mada dont le principal actionnaire est Siger, la holding de la famille royale du Maroc.

## Histoire

### BCM
La Banque commerciale du Maroc ou BCM est fondée en 1911 à la suite de l'implantation d’une succursale de la Banque transatlantique à Tanger.
La BCM est dirigée pendant plusieurs décennies par Abdelaziz Bennani. Si bien que son nom deviendra associé à la BCM .

### Wafabank
L’histoire de Wafabank commence à Tanger où, en 1904, la Compagnie française de crédit et de banque (CACB) crée, à travers sa filiale algérienne, la compagnie algérienne de crédit et de banque ou CACB.
En 1964, la CACB est marocanisée et devient ainsi la Compagnie marocaine de crédit et de banque (CMCB).
En 1968, quatre ans plus tard, la famille Kettani en devient actionnaire majoritaire. La CMCB est dirigée par Moulay Ali Kettani.  À l’époque du Protectorat, Moulay Ali Kettani était un grand commerçant fassi de tissu (d’où son nom).
Il commence à s’intéresser à l’activité industrielle dès les premières années de l’Indépendance, lorsqu’il prit en 1957 des parts dans le capital de Manatex (Manufacture Marocaine de Textiles) qui appartenait à des Italiens.
Il s’associe ensuite avec l’État, la Société Nationale d’Investissements (SNI) et d’autres industriels pour créer la COFITEX à Fès. Il ouvrit la Manatex avec la participation de la famille Lazrak, qui opérait dans la commercialisation d’huiles végétales.
L’alliance avec d’autres familles fassies et notamment celles de Bel Abbès Bennani et les frères Sebti, permet aux Kettani de se placer dans le secteur stratégique de la banque, avec une participation de 35% dans le capital de la CMCB. En 1968, la famille Kettani contrôle 51% des actions de la banque.  En 1980, la banque la première carte de crédit au Maroc ainsi que les distributeurs automatiques.
En 1985, elle devient Wafabank.
En 1993, elle est introduite à la Bourse de Casablanca.
La famille Kettani nommera ensuite Abdelhaq Bennani pour diriger sa banque.

### Fusion de la BCM et Wafabank
En 2003, sous la tutelle de Mounir Majidi, la Banque Commerciale du Maroc (BCM) et Wafabank fusionnent.
La BCM, dirigée par Khalid Oudghiri, prend le contrôle de Wafabank en faisant de la holding Omnium de gestion marocain (OGM) qui possède 70,4 % de Wafa Assurance, le propriétaire de 19,71 % du capital de Wafabank.
La Holding OGM possède en parallèle également 15,54 % de Wafa Bank. Cette opération représente donc pour BCM une prise de capital de 35,25 % et le double de ce nombre en droit de vote.

### Attijariwafa bank
En 2004, à la suite de la fusion entre BCM et Wafabank, le groupe adopte une nouvelle identité et dénomination sous le nom « Attijariwafa bank ».
En 2010, le groupe bancaire crée Dar Assafaa, filiale marocaine et première banque de finance islamique du Maroc.
En 2015, Attijariwafa bank réalise 19 milliards de dirhams de produit net bancaire.

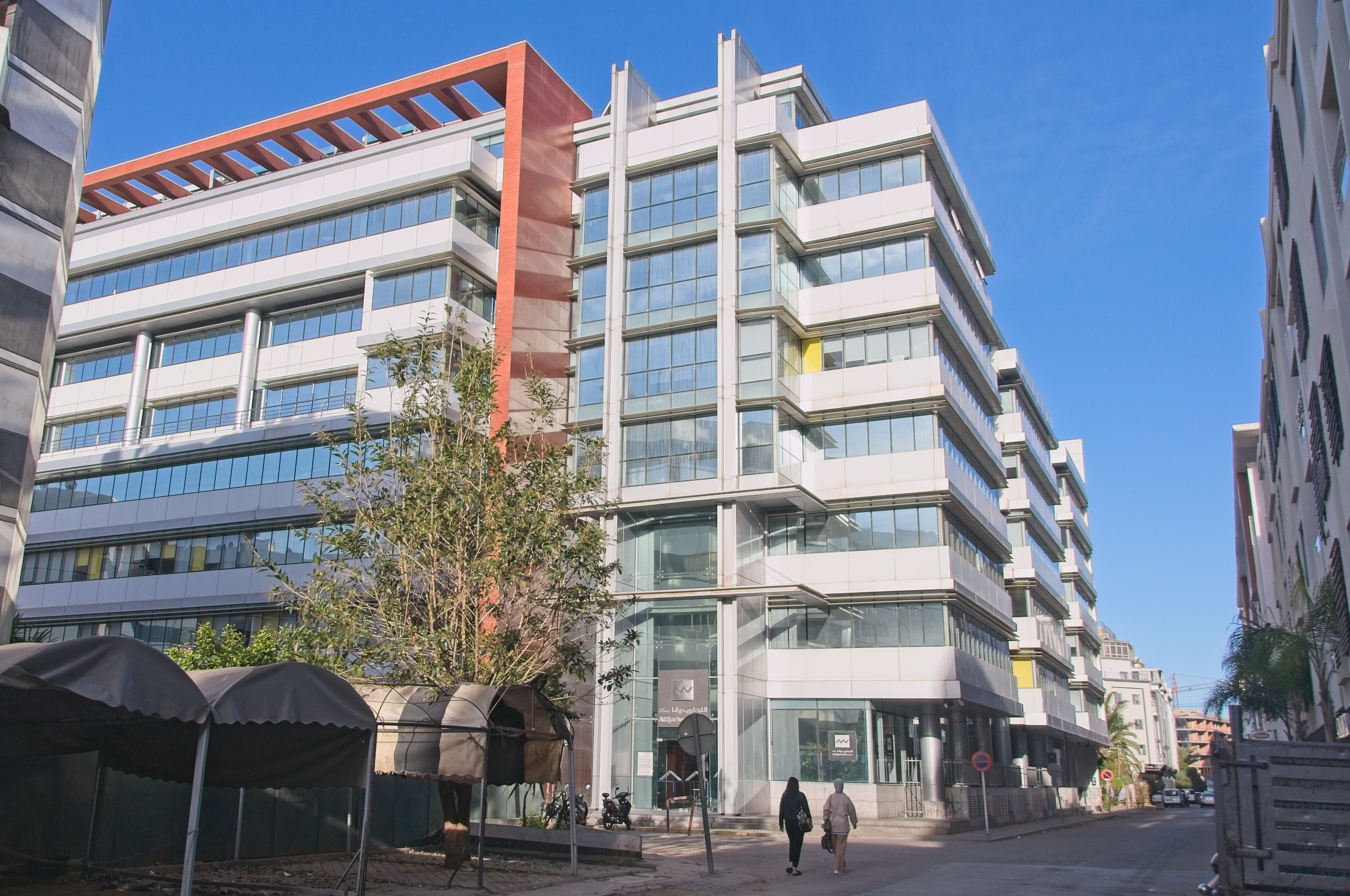
Vue d'un des immeubles du siège Attijariwafa Bank rue Al Jounaid à Casablanca

En 2016, elle rachète Barclays Egypt et reçoit le trophée de la meilleure banque marocaine par le magazine Global Finance.
En novembre 2016, la banque établit un accord de coopération avec la Commercial Bank of Ethiopia pour confirmer son implantation dans le secteur économique et financier africain et créer une « plateforme de facilitation des affaires pour les entreprises éthiopiennes, marocaines et africaines ». Un accord similaire est signé peu de temps après avec la BNO de Madagascar.

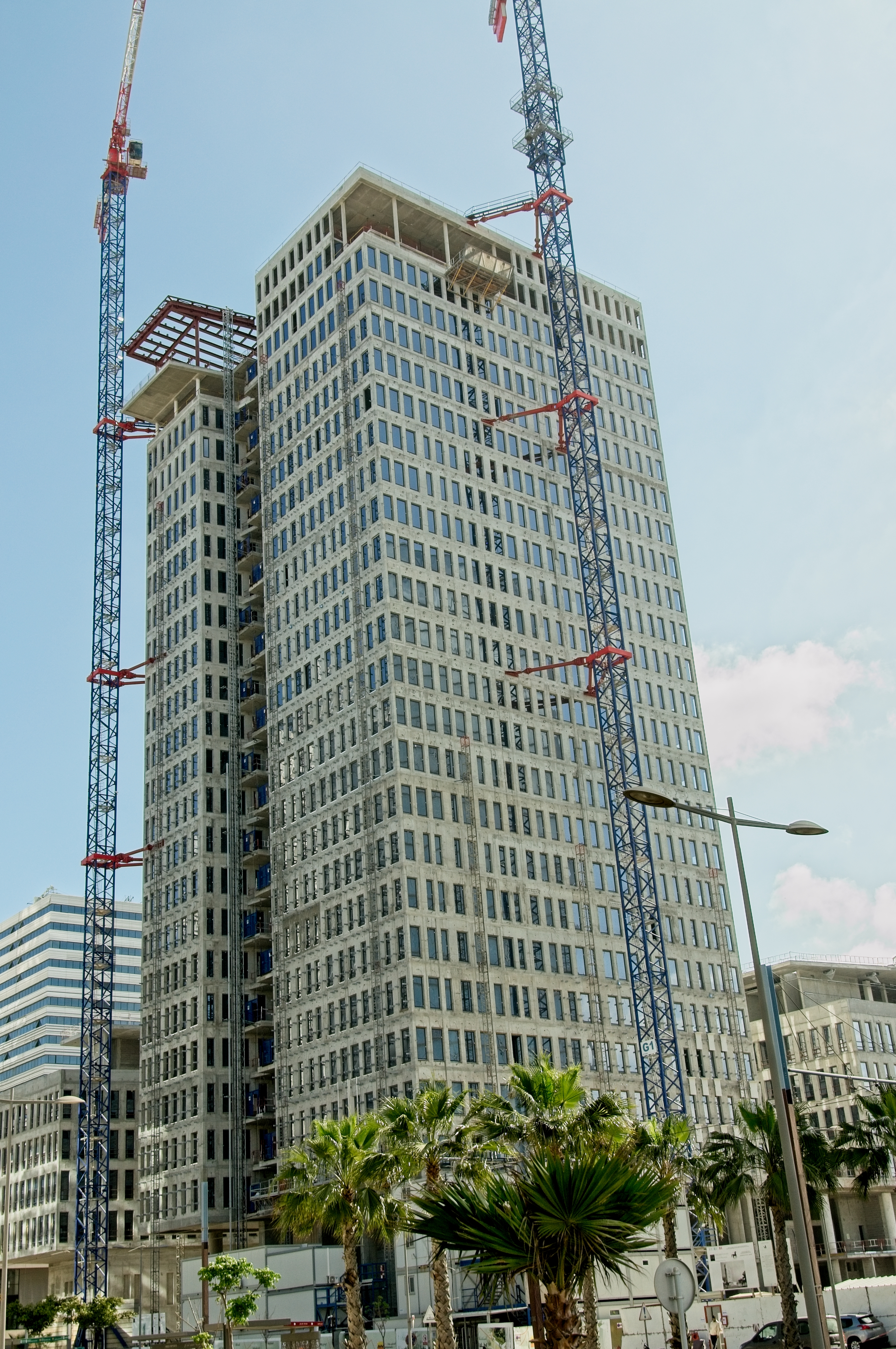
Point de vue sur le chantier de la tour Borj Attijari du futur siège de Attijariwafa Bank à Casablanca le 2 avril 2023.

En décembre 2016, le roi Mohammed VI et le président Muhammadu Buhari signent un protocole d'accord entre Attijariwafa bank et le groupe de service bancaire nigérian United Bank for Africa (UBA). Cet accord a pour ambition de favoriser les investissements et financements communs entre les deux pays sur le continent africain.
Fin 2016, Attijariwafa bank lance sa banque en ligne, « L'bankalik ». Les offres proposées cibles un public jeune (de 18 à 34 ans) et marocain.
Le 8 décembre 2016, le groupe bancaire émet un emprunt obligataire d'un montant de 1,5 milliard de dirhams, exigible après 7 à 10 ans. Divisé en 15 000 obligations d'une valeur nominale de 100 000 DH, réparties en huit tranches. L'objectif de ce plan est de renforcer les fonds propres réglementaires à disposition pour soutenir sa stratégie de développement sur le marché domestique.
Le 17 mars 2017, la direction d'Attijari Bank annonce qu'elle a obtenu le visa de la part du Conseil du marché financier (CMF) pour émettre un emprunt obligataire subordonné. Cet emprunt nommé « Attijari Bank Subordonné 2017 » est évalué à un montant de 60 millions de dirhams. Il sera divisé en 600 000 obligations subordonnées de 100 dinars de nominal.
En mai 2017, la direction du groupe annonce avoir finalisé l’acquisition de 100 % du capital de la banque égyptienne Barclays Bank Egypt.
En novembre 2019, Mohamed El Kettani, PDG de la banque, signe un mémorandum d’entente avec le fonds africain African Guarantee Fund. Le but de ce partenariat est « d'encourager le financement des PME ».
En 2022, Attijariwafa bank annonce son implantation au Tchad avec la création de sa nouvelle filiale : Attijari Bank Tchad.

## Domaines d'activité

### Banque de détail à l'international
- Attijari BQ (no 2en Tunisie)
- Attijari bank Mauritanie
- Attijariwafa bank Egypt
- CBAO Sénégal (no 1 au Sénégal)
- CBAO Bénin
- CBAO Burkina Faso
- CBAO Niger
- Union Gabonaise de Banque (no 3 au Gabon)
- Crédit du Congo (no 1 en République du Congo)
- BIM SA (no 2 au Mali)
- Crédit du Sénégal (no 4 au Sénégal)
- Société ivoirienne de banque (no 6 en Côte d'Ivoire)
- SCB Cameroun (no 3 au Cameroun)
- BIA Togo
- Cogebanque (no 3 en Rwanda)
- Attijariwafa bank Europe
- Attijari bank Tchad

### Filiales au Maroc
- Bank Assafa (banque participative, filiale créée en 2017)[25].
- Wafa Assurance
- Wafasalaf
- Wafabail
- Wafa LLD
- Wafa Immobilier
- Wafacash
- Attijari Factoring
- Wafa IMA Assistance
- Attijari Payment Processing

### Activités de marché
- Attijari Wafa banque Gestion
- Attijari Finances Corp.
- Attijari Intermédiation
- Wafa Bourse

### Autres activités

#### Éducation et entrepreneuriat
Créée dans les années 1980, la fondation Attijariwafa bank œuvre en faveur de l’éducation et de l'entrepreneuriat, la promotion de l’art et de la culture, le débat d’idées, la production intellectuelle, et assure un soutien à diverses associations.
La banque est partenaire stratégique de l’association Injaz Al-Maghrib, qui accompagne des entrepreneurs ou agit dans les établissements d’enseignement publics (collège à université). La fondation mobilise gratuitement chaque année plusieurs centaines de collaborateurs pour cette association. Elle participe également à l’équipement et la formation du personnel de ces mêmes établissements.

#### Art et culture
La banque participe à plusieurs opérations pour favoriser l’art et la culture, notamment en milieu scolaire. Depuis 1996, le siège de la banque accueille un espace d’art contemporain conçu par l’architecte Aziz Lazrak. Elle est sponsor du salon de l’automobile AutoExpo, et de tournées de groupes musicaux comme Nass El Ghiwane et Fnaïre.

#### Écologie
En novembre 2016, Attijariwafa bank lance, en partenariat avec le groupe espagnol Suma Capital, le Fonds africain d’efficacité énergétique (FAEE), premier fonds d’investissement au Maroc destiné à l’efficacité énergétique. Ce fonds, doté d’un budget de 200 millions de dirhams, a pour objectif de participer à l’adaptation d’entreprises industrielles marocaines et africaines aux nouvelles technologies plus économes en énergie.
Le groupe s’est également engagé avec la compagnie énergétique Nareva pour constituer un fonds de financement spécialisé pour les entreprises qui souhaitent réduire leur consommation d'énergie.

#### Ratio hommes/femmes dans le groupe
En octobre 2017, la direction annonce que les femmes représentent 40,4 % des effectifs et 39,5 % de la population cadre du groupe. En 2017, 37 % des nouvelles recrues de la banque en 2016 sont des femmes contre 33 % en 2015.
En 2022, la filiale européenne AWBE ne respecte pas le ratio hommes/femmes de 40% minimum fixé par le Code du commerce Français et est obligée à une opération de chaises musicales parmi les administrateurs.